# Organisation démocratique unie des peuples Sheko et Mezenger
L'Organisation démocratique unie populaire Sheko et Mezenger (Amharique : የሸኮና መዠንገር ህዝቦች ዴሞክራሲያዊ ግንባር) est un parti politique éthiopien.
Lors des élections législatives du 15 mai 2005, le parti a remporté 1 siège à la Chambre des représentants des peuples pour représenter la zone administrative Bench Maji dans la région des nations, nationalités et peuples du Sud.
En août 2005, le parti a obtenu un unique siège sur 348 aux élections régionales dans la région des nations, nationalités et peuples du Sud